# نغوين فان هونغ
نغوين فان هونغ (بالفيتنامية: Nguyễn Văn Hoàng) هو لاعب كرة قدم فيتنامي في مركز حراسة المرمى، ولد في 17 فبراير 1995 في فيتنام. لعب مع نادي سايغون.